# Rema avisignata
Rema avisignata là một loài bướm đêm trong họ Noctuidae.